# Revușkî, Turiisk
Revușkî (în ucraineană Ревушки) este un sat în comuna Boblî din raionul Turiisk, regiunea Volînia, Ucraina.

## Demografie
Componența lingvistică a localității Revușkî
     Ucraineană (99,47%)
     Alte limbi (0,53%)
Conform recensământului din 2001, majoritatea populației localității Revușkî era vorbitoare de ucraineană (99,47%), existând în minoritate și vorbitori de alte limbi.